# طيران آسيا (إندونيسيا)
طيران آسيا إندونيسيا هي شركة طيران منخفضة التكلفة ومقرها في العاصمة الاندونيسية جاكرتا ويعتبر مطار سوكارنو هاتا الدولي في جاكرتا مركز عملياتها الرئيسي.

## التاريخ
تم تأسيس الشركة في عام 1999 من قبل تحالف من قبل الشركة الأم في ماليزيا والمستثمر عبد الرحمن وحيد رئيس منظمة نهضه العلماء وتخلي عن حصة البالغة 40% بعد أن انتخب رئيسا لجمهورية اندونيسيا، تم تعليق أعمال الشركة في مارس 2002 وعادة الشركة للعمل في ديسمبر 2004.

## الأسطول
اعتبارا من 29 مايو 2011، أسطول طيران أسيا اندونيسيا تتكون من الطائرات التالية (بمتوسط عمر 4,2):

## وصلات خارجية
- الموقع الرسمي للشركة (بالإنجليزية)
- تفاصيل أسطول طيران اسيا (بالإنجليزية)